# Col de Bavella
Der Col de Bavella ist ein Gebirgspass im Regionalen Naturpark Korsika. Über ihn führt die D 268 von Sari-Solenzara nach Zonza und weiter nach Sartène. Die Passstraße gilt als eine der landschaftlich schönsten Routen auf der Insel.
Die 1218 Meter hoch gelegene Passhöhe ist ein Ausgangspunkt für ausgedehnte Wanderungen und Klettertouren in das Bavella-Massiv. Nach Süden führt ein Wanderweg zum Trou de la Bombe (dt.: Bombentrichter), einem riesigen Loch in einer Felswand. Im Nordwesten liegen die eindrucksvollen Granitfelsen Aiguilles de Bavella. Der Wanderweg GR20 führt über den Col de Bavella  und südlich an den Felsspitzen vorbei. Die alpine Variante des GR20 bietet eine etwas anspruchsvollere Klettertour durch die Felslandschaft und hinauf zu den Spitzen.
Am Rande der Straße auf der Passhöhe steht die Marienstatue Notre Dame de la Neige, die vor Gefahren im Gebirge schützen soll. Jedes Jahr Anfang August findet eine Wallfahrt (Pélerinage) dorthin statt.
Unterhalb des Col de Bavella in Richtung Solenzara werden in den Schluchten Canyon de la Purcaraccia und Canyon de la Pulischella geführte Canyoning-Touren angeboten. 

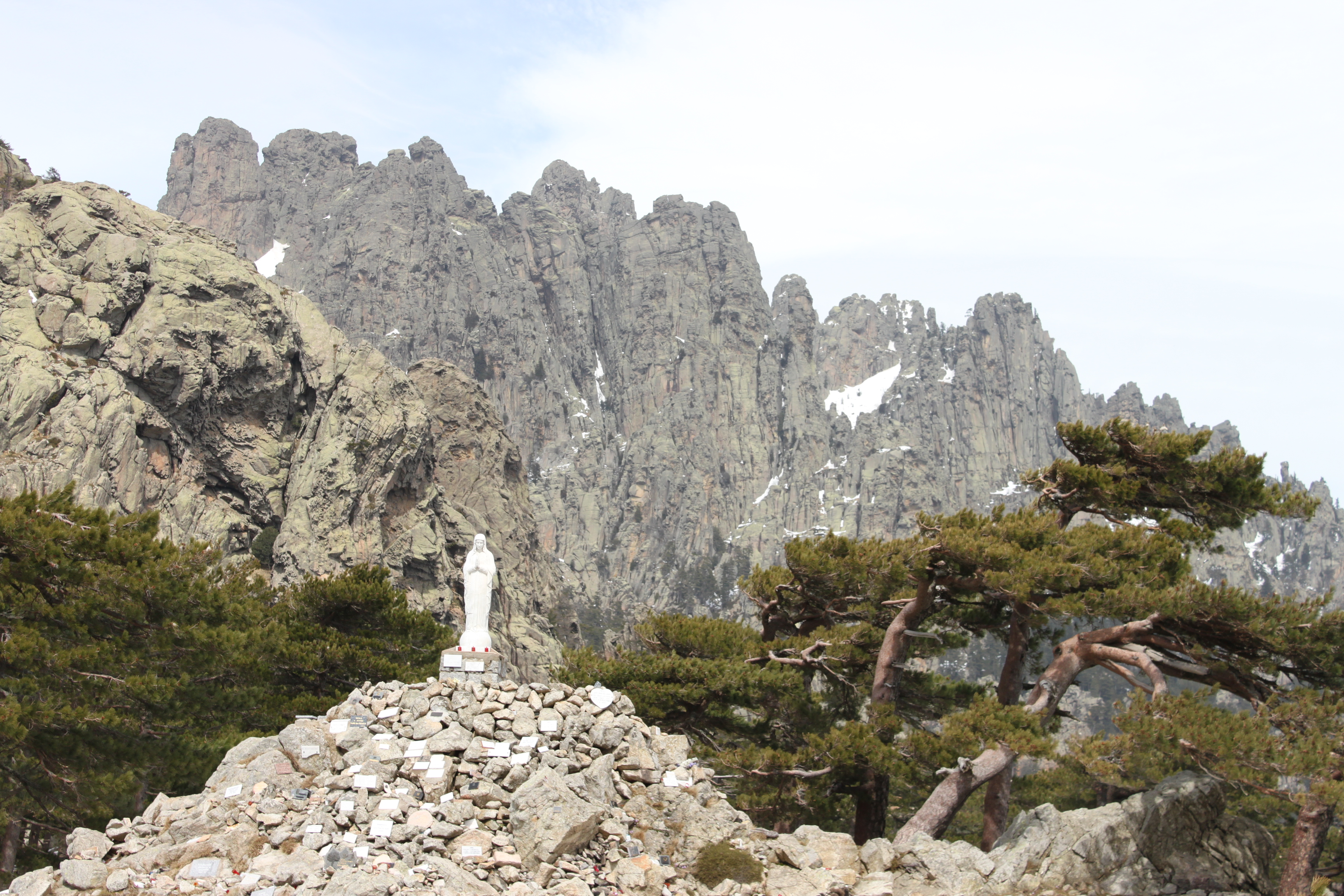
Aiguilles de Bavella mit Statue Notre Dame des Neiges
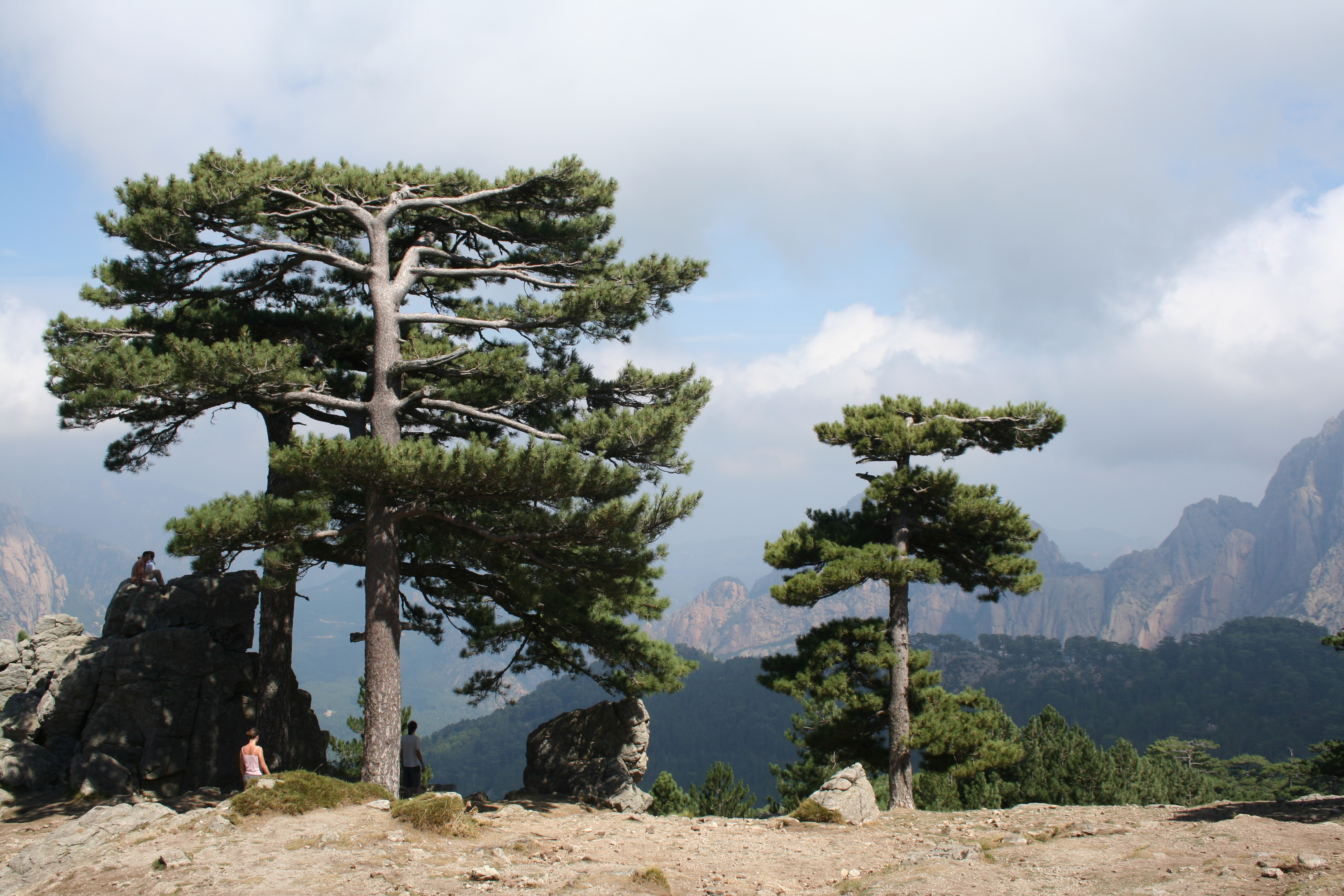
Aussicht vom Col de Bavella
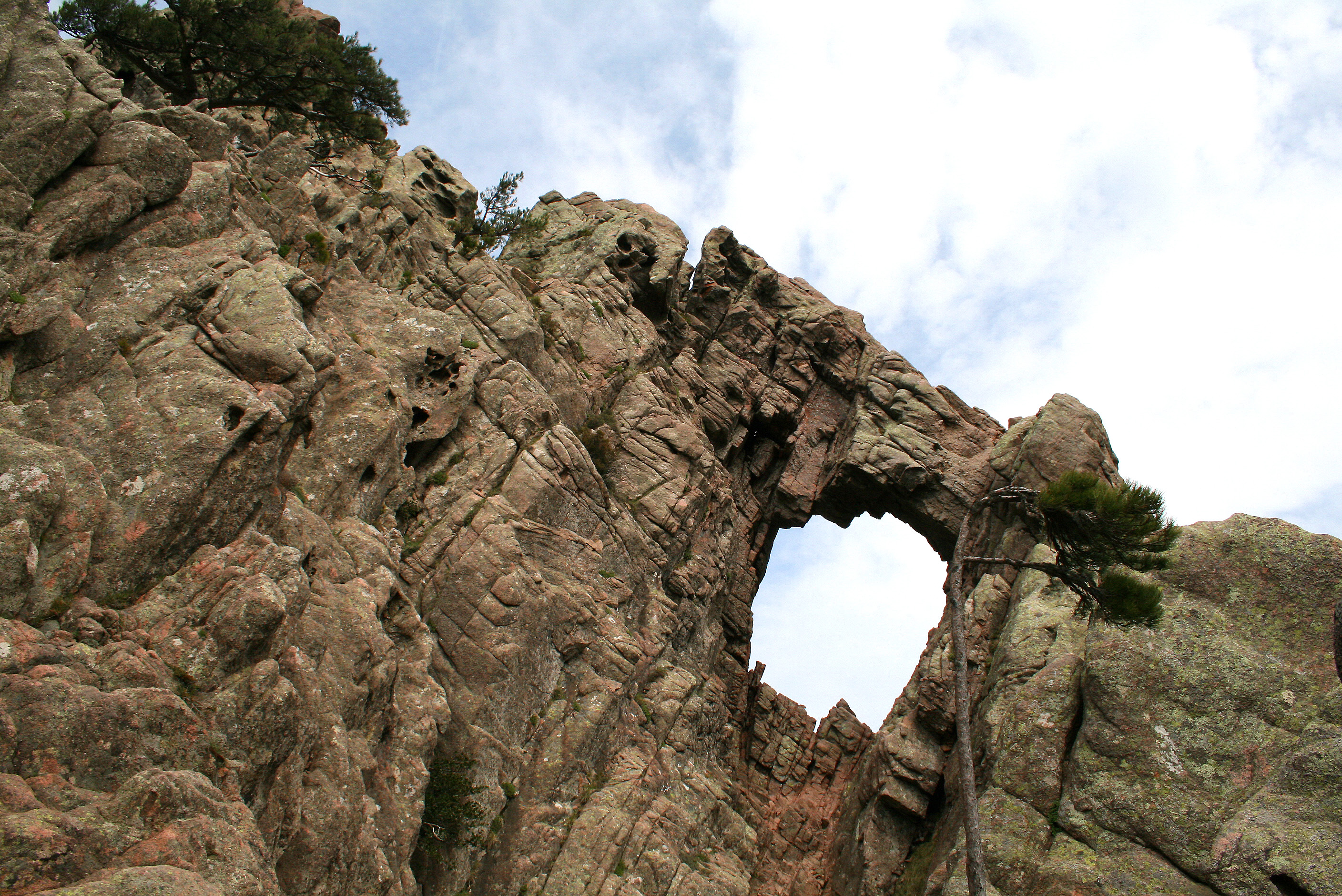
Trou de la Bombe
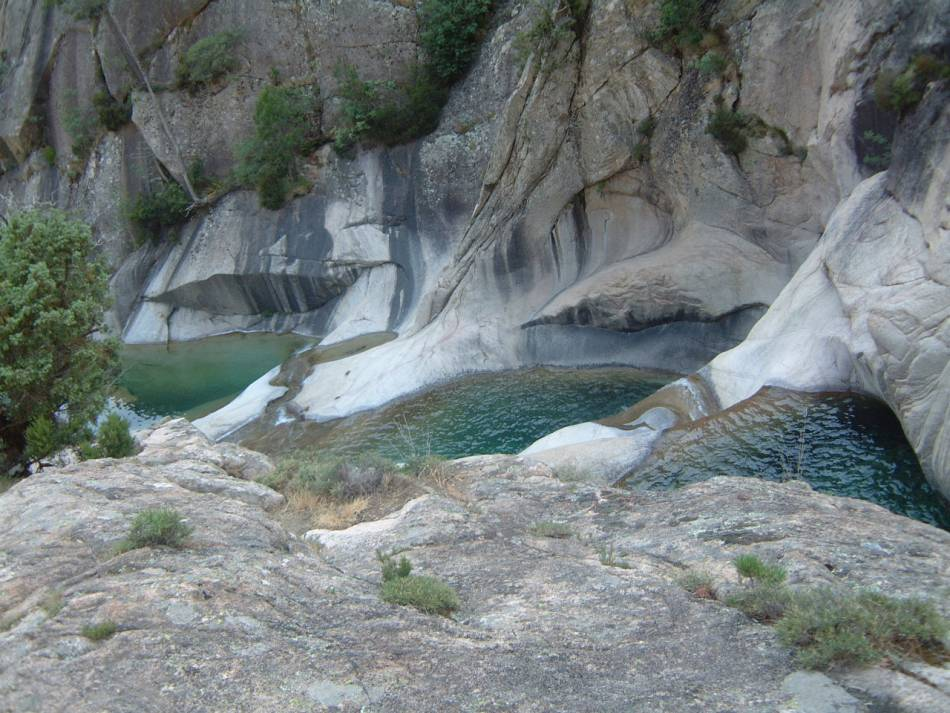
Canyon de la Purcaraccia
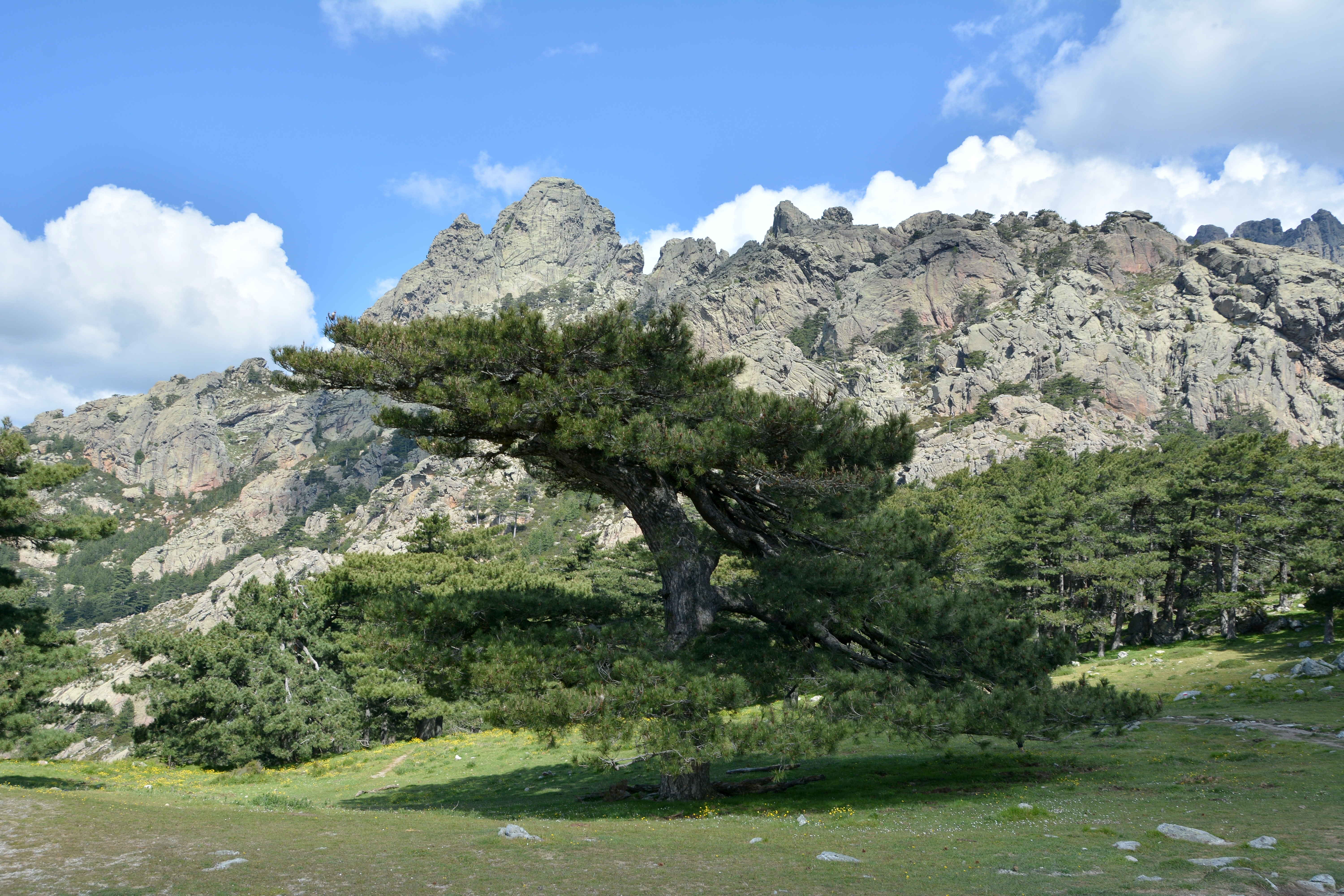
Kiefer am Col de Bavella
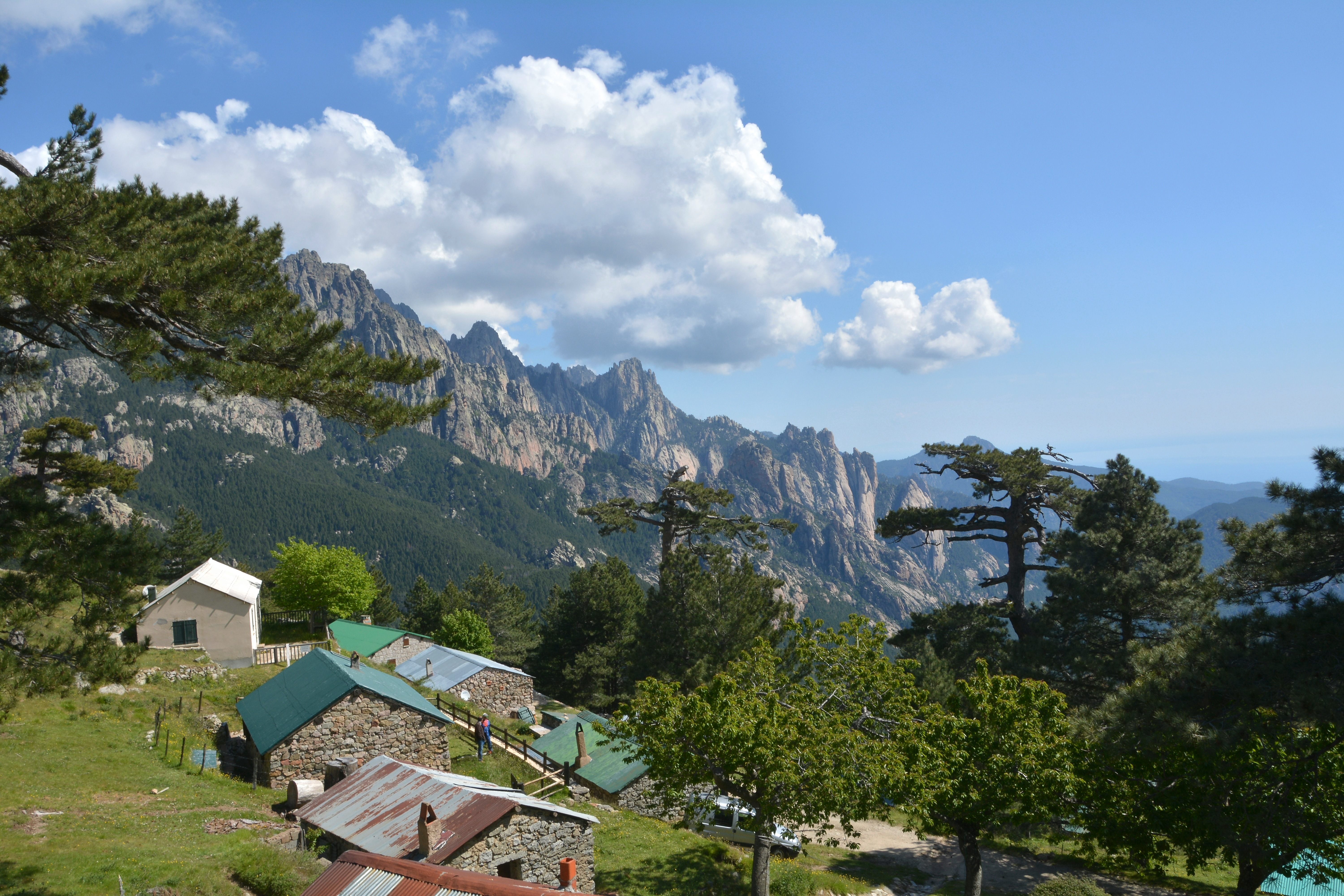
Blick nach Osten